# Ніпава
Ніпава (англ. Neepawa) — містечко в Канаді, у провінції Манітоба, у складі сільського муніципалітету Роуздейл.

## Населення
За даними перепису 2016 року, містечко нараховувало 4609 осіб, показавши зростання на 27,0%, порівняно з 2011-м роком. Середня густина населення становила 265,6 осіб/км².
З офіційних мов обидвома одночасно володіли 75 жителів, тільки англійською — 4 385, а 10 — жодною з них. Усього 1420 осіб вважали рідною мовою не одну з офіційних, з них 85 — українську.
Працездатне населення становило 68,7% усього населення, рівень безробіття — 4,4% (3,7% серед чоловіків та 5,3% серед жінок). 92,9% осіб були найманими працівниками, а 5,6% — самозайнятими.
Середній дохід на особу становив $38 119 (медіана $35 686), при цьому для чоловіків — $42 935, а для жінок $32 853 (медіани — $40 720 та $27 808 відповідно).
34,9% мешканців мали закінчену шкільну освіту, не мали закінченої шкільної освіти — 19,2%, 45,9% мали післяшкільну освіту, з яких 38,8% мали диплом бакалавра, або вищий.
| Статево-вікова структура населення | Статево-вікова структура населення | Статево-вікова структура населення | Статево-вікова структура населення | Статево-вікова структура населення |
| ---------------------------------- | ---------------------------------- | ---------------------------------- | ---------------------------------- | ---------------------------------- |
|                                    |                                    |                                    |                                    |                                    |
| Всього                             | Всього                             | 50,8%49,2%                         |                                    |                                    |
| 0 — 14 років                       | 0 — 14 років                       |                                    | 18,1%                              | 18,1%                              |
| 15 — 64 років                      | 15 — 64 років                      |                                    | 61,7%                              | 61,7%                              |
| 65 і більше                        | 65 і більше                        |                                    | 20,2%                              | 20,2%                              |
| 85 і більше                        | 85 і більше                        |                                    | 4,9%                               | 4,9%                               |
| Середній вік (років)               | Середній вік (років)               | 39,143,4                           | 41,2                               | 41,2                               |
| Медіана (років)                    | Медіана (років)                    | 37,140,8                           | 38,6                               | 38,6                               |
| — чоловіки — жінки                 |                                    |                                    |                                    |                                    |

| Походження мешканців:     | Походження мешканців:     | Походження мешканців: | Походження мешканців: | Походження мешканців: |
| ------------------------- | ------------------------- | --------------------- | --------------------- | --------------------- |
| Походження                |                           |                       | осіб                  | %                     |
| Корінні американці        | Корінні американці        |                       | 130                   | 3%                    |
| Інше північноамериканське | Інше північноамериканське |                       | 835                   | 19.24%                |
| Європейське               | Європейське               |                       | 2 170                 | 50%                   |
| британське                | британське                |                       | 1 435                 | 33.06%                |
| французьке                | французьке                |                       | 190                   | 4.38%                 |
| українське                | українське                |                       | 460                   | 10.6%                 |
| Африканське               | Африканське               |                       | 25                    | 0.58%                 |
| Азійське                  | Азійське                  |                       | 1 755                 | 40.44%                |

| Зайнятість населення за галузями (за класифікацією NOC): | Зайнятість населення за галузями (за класифікацією NOC): | Зайнятість населення за галузями (за класифікацією NOC): | Зайнятість населення за галузями (за класифікацією NOC): | Зайнятість населення за галузями (за класифікацією NOC): |
| -------------------------------------------------------- | -------------------------------------------------------- | -------------------------------------------------------- | -------------------------------------------------------- | -------------------------------------------------------- |
|                                                          |                                                          |                                                          |                                                          |                                                          |
| Управління                                               | Управління                                               |                                                          | 4,7%                                                     | 4,7%                                                     |
| Бізнес, фінанси та адміністрування                       | Бізнес, фінанси та адміністрування                       |                                                          | 8,9%                                                     | 8,9%                                                     |
| Природничі та прикладні науки                            | Природничі та прикладні науки                            |                                                          | 2,3%                                                     | 2,3%                                                     |
| Охорона здоров'я                                         | Охорона здоров'я                                         |                                                          | 7%                                                       | 7%                                                       |
| Освіта, правозахист, муніципальні та урядові служби      | Освіта, правозахист, муніципальні та урядові служби      |                                                          | 9,7%                                                     | 9,7%                                                     |
| Мистецтво, культура, відпочинок та спорт                 | Мистецтво, культура, відпочинок та спорт                 |                                                          | 1,9%                                                     | 1,9%                                                     |
| Роздрібна торгівля та послуги                            | Роздрібна торгівля та послуги                            |                                                          | 22%                                                      | 22%                                                      |
| Гуртова торгівля, транспорт та обладнання                | Гуртова торгівля, транспорт та обладнання                |                                                          | 11,7%                                                    | 11,7%                                                    |
| Природні ресурси, сільське господарство                  | Природні ресурси, сільське господарство                  |                                                          | 2,8%                                                     | 2,8%                                                     |
| Виробництво                                              | Виробництво                                              |                                                          | 29,7%                                                    | 29,7%                                                    |

## Клімат
Середня річна температура становить 2,2°C, середня максимальна – 23,5°C, а середня мінімальна – -24,7°C. Середня річна кількість опадів – 504 мм.
| Клімат поселення                              | Клімат поселення | Клімат поселення | Клімат поселення | Клімат поселення | Клімат поселення | Клімат поселення | Клімат поселення | Клімат поселення | Клімат поселення | Клімат поселення | Клімат поселення | Клімат поселення | Клімат поселення |
| Показник                                      | Січ.             | Лют.             | Бер.             | Квіт.            | Трав.            | Черв.            | Лип.             | Серп.            | Вер.             | Жовт.            | Лист.            | Груд.            |                  |
| Середній максимум, °C                         | −11,6            | −7,61            | −1,12            | 8,90             | 17,14            | 22,72            | 23,45            | 23,07            | 16,96            | 10,12            | 0,19             | −9,22            |                  |
| Середня температура, °C                       | −18,14           | −14,14           | −7,65            | 2,33             | 10,61            | 16,20            | 18,79            | 18,39            | 12,30            | 5,45             | −4,47            | −13,9            |                  |
| Середній мінімум, °C                          | −24,67           | −20,66           | −14,18           | −4,2             | 4,07             | 9,67             | 14,11            | 13,72            | 7,63             | 0,79             | −9,14            | −18,56           |                  |
| Норма опадів, мм                              | 22               | 16               | 25               | 29               | 66               | 81               | 77               | 63               | 48               | 32               | 20               | 25               |                  |
| Середньомісячна швидкість вітру, м/с          | 3.90             | 3.90             | 4.00             | 4.30             | 4.40             | 3.90             | 3.40             | 3.60             | 4.00             | 4.20             | 4.10             | 3.90             |                  |
| Середньомісячна сонячна радіація, кДж/м²·день | 4123             | 7447             | 12633            | 17132            | 20082            | 21299            | 21818            | 18529            | 12836            | 7686             | 4160             | 3139             |                  |
| --------------------------------------------- | ---------------- | ---------------- | ---------------- | ---------------- | ---------------- | ---------------- | ---------------- | ---------------- | ---------------- | ---------------- | ---------------- | ---------------- | ---------------- |
| Джерело:                                      |                  |                  |                  |                  |                  |                  |                  |                  |                  |                  |                  |                  |                  |